# Parc dendrologic
Un Parc dendrologic sau un arboret este o zonă în care sunt plantați arbori și arbuști de diferite specii, destinată studiului condițiilor de dezvoltare a acestora.
Parcurile dendrologice se caracterizează prin aceea că sunt rezultatul atât al răspândirii naturale a speciilor de arbori, cât și cultivării de către om pe aceeași suprafață, a unor alte specii autohtone cât și a unora exotice.

## Parcuri dendrologice din România
- Parcul dendrologic Arcalia, județul Bistrița-Năsăud
- Parcul Dendrologic Răducăneni, județul Iași
- Parcul dendrologic Chitila, județul Ilfov
- Parcul dendrologic Bazoș, județul Timiș
- Parcul dendrologic Dofteana, județul Bacău
- Parcul dendrologic Hemeiuș, județul Bacău
- Parcul dendrologic Macea, județul Arad
- Parcul dendrologic Brănești, județul Ilfov
- Parcul dendrologic Mihăești-Muscel, județul Argeș
- Parcul dendrologic Simeria, județul Hunedoara
- Parcul dendrologic Văleni, județul Neamț
- Parcul dendrologic Balc, județul Bihor
- Parcul dendrologic Amara, județul Ialomița
- Parcul dendrologic Brăești, județul Botoșani
- Parcul dendrologic Alba Iulia [1]
- Parcul dendrologic Gurghiu, Judetul Mureș